# Марк Валерий Проб
Марк Валерий Проб (лат. Marcus Valerius Probus; предположительно 20-е годы, Берит, Сирия, Римская империя — предположительно до 105 года) — римский филолог. Подготовил издания произведений Лукреция, Горация, Вергилия, написал ряд трудов по грамматике латинского языка, утраченных за исключением ряда мелких фрагментов.

## Биография
Основной источник, рассказывающий о Пробе, — труд Светония «О знаменитых людях». Из него следует, что Проб жил в римской колонии Берит в провинции Сирия, нёс военную службу, «долгое время добивался должности центуриона и, наконец, наскуча этим, занялся науками». Немецкий антиковед Р. Ханслик заключает из этого рассказа, что Марк Валерий принадлежал к всадническому сословию, но не был италиком по происхождению, из-за чего и не смог стать офицером. Судя по номену и когномену, Проб был потомком вольноотпущенников. Его отец, а может быть, и дед служили в римской армии и смогли разбогатеть.
Приблизительное время жизни Проба — вторая половина I века. Известно, что в 57 году он уже был грамматиком и жил в Риме. Проб был учеником Квинта Реммия Палемона, умершего до 76 года, и сам был уже мёртв к тому моменту, когда о нём писал Светоний (работу «О знаменитых людях» антиковеды датируют 106—113 или 105—114 годами). Как живого Проба упоминает Марциал (III, 2, 12) в 87 или 88 году, а Авл Геллий, родившийся примерно в 130 году, был знаком со многими людьми, которые знали Проба лично. Р. Ханслик на основе всех этих данных предполагает, что Проб родился в 20-х годах, а умер до 105 года.
Проб исправил и снабдил комментариями ряд рукописей латинских авторов, в числе которых Теренций, Лукреций, Вергилий и Гораций, предположительно Плавт и Саллюстий. При этом остаётся неясным, насколько сильно отразилась его работа на сохранившихся текстах. Исследователь Карло Лукарини приводит доказательства значительной роли Марка Валерия в передаче текста комедий Плавта.
Проб издал ряд филологических работ «по мелким частным вопросам» и составил, по словам Светония, «отличный сборник наблюдений над речью древних». Он был широко известен в учёных кругах в эпоху поздней античности и Средневековья, из-за чего ему ошибочно приписывали ряд трактатов, комментарии к стихам Персия, к «Буколикам» и «Георгикам» Вергилия.